# Südostasienspiele 1981
Die Südostasienspiele 1981, englisch als Southeast Asian Games (SEA Games) bezeichnet, fanden vom 6. bis 15. Dezember 1981 in Manila statt. Es war die 11. Auflage der Spiele. Es nahmen mehr als 2000 Athleten und Offizielle aus 7 Ländern in 18 Sportarten an den Spielen teil.

## Medaillenspiegel
| Platz | Land        | Gold | Silber | Bronze | Gesamt |
| ----- | ----------- | ---- | ------ | ------ | ------ |
| 1     | Indonesien  | 85   | 73     | 56     | 214    |
| 2     | Thailand    | 62   | 45     | 41     | 148    |
| 3     | Philippinen | 55   | 55     | 77     | 187    |
| 4     | Malaysia    | 16   | 27     | 31     | 74     |
| 5     | Birma       | 15   | 19     | 27     | 61     |
| 6     | Singapur    | 12   | 26     | 33     | 71     |
| 7     | Brunei      | 0    | 0      | 0      | 0      |

## Sportarten
- Badminton
- Basketball
- Bogenschießen
- Bowling
- Boxen
- Fußball
- Gewichtheben
- Judo
- Leichtathletik
- Radsport
- Sepak Takraw
- Schießen
- Schwimmsport
- Softball
- Tennis
- Tischtennis
- Turnen
- Volleyball

## Referenzen
- Percy Seneviratne (1993) Golden Moments: the S.E.A Games 1959-1991 Dominie Press, Singapur ISBN 981-00-4597-2
- Geschichte der Südostasienspiele
- Lew Hon Kin: SEA Games Records 1959-1985, Petaling Jaya – Penerbit Pan Earth, 1986